# 命運交錯
《命運交錯》（英語：Changing Lanes）是一部2002年美國劇情驚悚片，由羅傑·米契爾執導，班·艾佛列克和山繆·傑克森主演，查普·泰勒（Chap Taylor）發想故事並與麥可·托爾金合作編寫劇本。講述一位成功的年輕華爾街律師（艾佛列克飾演）不小心與一名正在康復的中年酒精保險推銷員（傑克森飾演）開車相撞。律師離開事故現場後，兩人試圖報復對方，進行了各種不道德和非法的行為，最終對每個人的生活產生了重大影響。
《命運交錯》於2002年4月12日由派拉蒙影業安排美國上映，口碑票房雙收。編劇泰勒與托爾金為此入圍华盛顿特区影评人协会獎最佳原创剧本。

## 演員
- 班·艾佛列克飾演蓋文·班克（Gavin Banek）
- 山繆·傑克森飾演道爾·吉普森（Doyle Gipson）
- 東妮·克莉蒂飾演蜜雪兒（Michelle）
- 薛尼·波勒飾演史蒂芬·德拉諾（Stephen Delano）
- 威廉·赫特飾演保證人
- 理查德·詹金斯飾演華特·阿內爾（Walter Arnell）
- 阿曼達·皮特飾演辛西婭·班克（Cynthia Banek）
- 蒂娜·斯隆（英语：Tina Sloan）飾演德拉諾夫人（Mrs. Delano）
- 基姆·史當頓（Kim Staunton）飾演瓦萊麗·吉普森（Valerie Gipson）

## 外部連結
- 官方网站
- 互联网电影数据库（IMDb）上《命運交錯》的资料（英文）
- 爛番茄上《命運交錯》的資料（英文）
- 豆瓣电影上《命運交錯》的資料 （简体中文）
- Metacritic上《命運交錯》的資料（英文）
- Box Office Mojo上《命運交錯》的資料（英文）